# 港口镇连续杀人事件
《港口镇连续杀人事件》（又译作）是一款由堀井雄二设计，艾尼克斯發行的解谜类冒险游戏。游戏于1983年6月在NEC PC-6001发行，后移植至多个个人电脑平台、紅白機以及手机平台等。
在本作中，玩家扮演一名刑警，通过向部下下达指令、部下代行的形式解决一宗连环杀人案。玩家可以透过部下调查现场、调查物品、走访不同地点、与其他人交谈、审问嫌疑人，并发出逮捕指令。游戏从玩家的第一人称视角展开，结合了一定的非线性流程乃至开放世界元素，结局也有反转。紅白機版本则将其他版本中用文字输入指令的玩法改成了指令菜单形式。自发售以来本作在日本收获巨大成功，有欧美媒体认为它奠定了视觉小说类游戏的基础。多位日后声名大噪的游戏制作人在进入行业初期受到了本作的启发，例如合金装备系列的制作人小岛秀夫，以及塞尔达传说系列的制作人青沼英二。

## 故事大纲
本作设定于1983年神户市，当年10月17日晚9时许发生一起杀人事件，当地借贷公司的社长山川耕造在自家房间内遭到杀害。尸体的第一发现人是山川的秘书泽木文江，和看门大爷小宫六助。由于事发时现场为密室，泽木和小宫在事发时有不在场证明，案件成为悬案。主人公是兵库县刑警，被派遣至此处进行调查，并被安排了一位通称「ヤス」的部下真野康彦一同行动。二人调查现场、四处打听、审问相关人士，甚至不惜动手殴打被审问者试图找到线索。
在调查过程中，主人公在房间内发现了一个通往地下室的秘密通道，在地下室发现了账本，显示一位名为平田的杂货铺老板迫于大型超市进驻导致的经营压力，向被害人山川欠下巨额债务。平田自己的女儿平田由贵子也被迫与被害人的侄子山川俊之交往。山川俊之和平田由贵子均宣称自己在案发时身处各自家中，但是后续调查显示山川俊之在当晚实际上出门前往港口进行毒品交易；而平田由贵子则在被害人身亡前拜访过被害人，为自己父亲求情并得到了被害人善良的答复。山川俊之因毒品交易被捕，但是他和由贵子要么做实了不在场证明，要么缺少杀人动机，调查回到了原点。
调查中得知由贵子的父亲平田，自案发后便下落不明，这让他成为嫌疑人。主人公追寻线索前往京都寻找平田，结果在山中发现了他吊在树上的尸体。部下指出这是他杀害山川后畏罪自杀，但是主人公不予采信。后续也查明他是因为身负巨债走投无路，在10月17日下午便自杀身亡。在打探中主人公还发现被害人山川还曾经与名为川村まさじ的诈骗犯一同干过诈骗行当，但是在寻找川村的时候却发现他也死在了自己家中，部下再次指出这是他杀害山川后畏罪自杀，但是主人公依旧不予采信。后续也发现他的死因与被害人山川如出一辙，让案件变成连环杀人案。主人公审问川村的熟人夕日おこい之后获悉，尽管山川和川村曾携手诈骗，但是川村反而以此为要挟敲诈山川。二人曾经联手诈骗「泽木产业」公司，导致该公司的社长泽木夫妇自杀，独留女儿泽木文江于世。文江有复仇杀人的动机，但却有不在场证明，主人公只好到她的家乡淡路岛打探情报，得知文江还有一个哥哥。警方在处理她父母的自杀案时未能妥善处理好兄妹二人，导致文江的哥哥下落不明。
自红白机版本起，本作新增了一段寻找被害人日记的桥段：从淡路岛返回搜查本部后，主人公得知被害人的地下室还有一个隐藏房间。进入隐藏房间后，主人公发现了被害人山川的日记。在日记中山川流露了对害死泽木夫妇的后悔。他知道他们的女儿泽木文江以秘书的身份希望接近自己复仇，而他自己也努力在金融业打拼，希望在自己死后将赚得的财产留给秘书文江赎罪。在得知了山川真实的想法后，部下ヤス不由得发出「如果文江的哥哥以复仇为名杀害了山川的话，他在知道了真相后会懊悔不已」的感慨。这段唐突的感慨让主人公对部下产生了怀疑。
回到搜查本部后，主人公命令部下脱去上衣。在主人公的再三要求下，ヤス只得脱去自己的衣服，露出了只有文江的哥哥才有的胎记。身份暴露后，ヤス承认他就是杀害山川和川村的凶手，目的正是复仇。案发当晚，看门人小宫六助玩忽职守，留下没有上锁的房门一个人出去喝酒，他便乘机而入杀死了山川，锁上了房门。他之后串通妹妹文江在发现尸体的时候偷偷将房门钥匙放回房间内，伪造出密室。ヤス被逮捕，案件解决。